# 권위학술서
|                                                       |
| 증거법                                                |
| 영미법 시리즈                                         |
| 증거의 종류                                           |
| 증언 · 물증                                           |
| 전자증거 · 무죄입증 증거                              |
| 과학적 증거 · 물적 증거                               |
| 목격자지목 · DNA증거                                  |
| 거짓말                                                |
| 관련성                                                |
| 입증책임 · 증거기초                                   |
| 공공복리예외 · 오염 · 성격증거                        |
| 습관증거 · 유사사실                                   |
| 진위확인                                              |
| 관리 연속성 · 주지의 사실                             |
| 최량증거원칙 · 자기확증문서 · 오래된 문서             |
| 증인                                                  |
| 증인적격 · 증언거부특권                               |
| 직접신문 · 교호신문 · 재직접신문                      |
| 탄핵증거                                              |
| 기록된 기억 · 전문가증언                              |
| 사망자 규정                                           |
| 전문증거와 예외                                       |
| 영국법 · 미국법                                       |
| 자백 · 업무상 기록                                    |
| 흥분 상태의 언급 · 임종시의 진술                      |
| 일방 당사자의 자인 · 오래된 문서                      |
| 이익에 반하는 진술 · 현장성 감각 인상 · 부대상황 사실 |
| 권위학술서 · 비언어적 행동                            |
| 미국법의 다른 영역                                    |
| 계약법 · 불법행위법                                   |
| 재산법 과 미국의 유언신탁법                           |
| 형법 · 증거법                                         |

권위학술서(learned treatise)는 미국의 증거법의 개념으로 법정에서 증거로서 능력을 가질 만한 해당분야에서 충분한 권위와 신뢰도를 가진 학술서적으로 말한다.
이해 해당하는 것으로 발표된 논문, 정기간행물, 역사 의학 혹은 다른 과학 혹은 예술의 문제에 대한 소책자에 포함된 진술이나, 반대신문에 있어서 특정한 논문에 대하여 감정증인으로 하여금 주의를 갖도록 한 경우나 직접신문시 감정증인이 의존한 학술적 논문은 전문증거의 예외로서 증거능력이 인정된다. 
과거 코먼로 체계에서는 학술서 역시 전문증거로서 증거능력이 제한되었다. 하지만 미국연방증거규칙 803(18)에서는 이 제한없이 증거로 사용될 수 있다. 단 전문가 증인이 증인대에 선 상황이고 학술서 자체가 제출되는 것이 아니라 필요한 부분이 배심원에게 읽어주게 된다. 

## 참고 문헌
- 아서 베스트, 미국 증거법 (사례와 해설), 탐구사 2009. ISBN 978-89-89942-20-7